# بيت رفيق الله (بني حشيش)

تعديل مصدري - تعديل

بيت رفيق الله هي إحدى قرى عزلة الشرفة بمديرية بني حشيش التابعة لمحافظة صنعاء، بلغ تعداد سكانها 284 نسمة حسب تعداد اليمن لعام 2004.